# Communauté de communes des Vallées de la Brèche et de la Noye
La communauté de communes des Vallées de la Brèche et de la Noye (CCVBN) est une ancienne communauté de communes française, située dans le département de l'Oise. 
Elle fusionne avec une autre intercommunalité pour former, le 1er janvier 2017, la communauté de communes de l'Oise picarde (CCOP)

## Histoire
L'intercommunalité a été créée par un arrêté préfectoral du 29 décembre 1992.
Dans le cadre des dispositions de la loi portant nouvelle organisation territoriale de la République (Loi NOTRe) du 7 août 2015, qui prévoit que les établissements publics de coopération intercommunale (EPCI) à fiscalité propre doivent avoir un minimum de 15 000 habitants, le préfet de l'Oise a publié en octobre 2015 un projet de nouveau schéma départemental de coopération intercommunale, qui prévoit la fusion de plusieurs intercommunalités, et notamment celle de Crèvecœur-le-Grand et celle des Vallées de la Brèche et de la Noye, soit une intercommunalité de 61 communes pour une population totale de 27 196 habitants.
Après avis favorable de la majorité des conseils communautaires et municipaux concernés, cette intercommunalité est créée au 1er janvier 2017.

## Territoire

### Communes membres
En 2016, la communauté de communes regroupait les 41 communes suivantes : 
| Nom                      | Code Insee | Gentilé          | Superficie (km2) | Population (dernière pop. légale) | Densité (hab./km2) |
| ------------------------ | ---------- | ---------------- | ---------------- | --------------------------------- | ------------------ |
| Froissy (siège)          | 60265      | Froissiliens     | 6,56             | 877 (2014)                        | 134                |
| Abbeville-Saint-Lucien   | 60003      | Abbevillois      | 5,26             | 499 (2014)                        | 95                 |
| Ansauvillers             | 60017      | Ansauvillois     | 6,95             | 1 220 (2014)                      | 176                |
| Bacouël                  | 60039      | Bacouëlois       | 5,48             | 466 (2014)                        | 85                 |
| Beauvoir                 | 60058      |                  | 10,27            | 270 (2014)                        | 26                 |
| Bonneuil-les-Eaux        | 60082      |                  | 18,29            | 819 (2014)                        | 45                 |
| Bonvillers               | 60085      | Bonvillois       | 5,86             | 221 (2014)                        | 38                 |
| Breteuil                 | 60104      | Brituliens       | 17,27            | 4 533 (2014)                      | 262                |
| Broyes                   | 60111      |                  | 4,80             | 180 (2014)                        | 38                 |
| Bucamps                  | 60113      | Bucampois        | 5,82             | 182 (2014)                        | 31                 |
| Campremy                 | 60123      | Camprenois       | 10,21            | 490 (2014)                        | 48                 |
| Chepoix                  | 60146      | Chepoisiens      | 8,86             | 398 (2014)                        | 45                 |
| Esquennoy                | 60221      | Esquenouillards  | 9,79             | 736 (2014)                        | 75                 |
| Fléchy                   | 60237      | Fléchissois      | 4,77             | 96 (2014)                         | 20                 |
| Gouy-les-Groseillers     | 60283      | Gouyens          | 3,07             | 32 (2014)                         | 10                 |
| Hardivillers             | 60299      | Hardivillois     | 9,63             | 567 (2014)                        | 59                 |
| La Hérelle               | 60311      |                  | 5,15             | 223 (2014)                        | 43                 |
| La Neuville-Saint-Pierre | 60457      |                  | 4,11             | 172 (2014)                        | 42                 |
| Le Mesnil-Saint-Firmin   | 60399      |                  | 4,14             | 182 (2014)                        | 44                 |
| Le Quesnel-Aubry         | 60520      |                  | 4,75             | 216 (2014)                        | 45                 |
| Maisoncelle-Tuilerie     | 60377      |                  | 7,72             | 305 (2014)                        | 40                 |
| Montreuil-sur-Brêche     | 60425      | Montreuillois    | 10,53            | 523 (2014)                        | 50                 |
| Mory-Montcrux            | 60436      |                  | 4,66             | 99 (2014)                         | 21                 |
| Noirémont                | 60465      |                  | 6,37             | 179 (2014)                        | 28                 |
| Noyers-Saint-Martin      | 60470      | Nucériens        | 13,27            | 775 (2014)                        | 58                 |
| Oroër                    | 60480      | Oratoriens       | 9,06             | 568 (2014)                        | 63                 |
| Oursel-Maison            | 60485      |                  | 6,97             | 240 (2014)                        | 34                 |
| Paillart                 | 60486      |                  | 14,18            | 589 (2014)                        | 42                 |
| Plainville               | 60496      |                  | 4,25             | 159 (2014)                        | 37                 |
| Puits-la-Vallée          | 60518      |                  | 4,31             | 206 (2014)                        | 48                 |
| Reuil-sur-Brêche         | 60535      | Reuillois        | 12,58            | 324 (2014)                        | 26                 |
| Rocquencourt             | 60544      | Rocquencourtois  | 9,81             | 188 (2014)                        | 19                 |
| Rouvroy-les-Merles       | 60555      |                  | 4,06             | 50 (2014)                         | 12                 |
| Saint-André-Farivillers  | 60565      |                  | 11,35            | 517 (2014)                        | 46                 |
| Sainte-Eusoye            | 60573      | Eusébiens        | 8,48             | 304 (2014)                        | 36                 |
| Sérévillers              | 60615      |                  | 3,26             | 132 (2014)                        | 40                 |
| Tartigny                 | 60627      |                  | 6,98             | 281 (2014)                        | 40                 |
| Thieux                   | 60634      | Théodosiens      | 9,18             | 422 (2014)                        | 46                 |
| Troussencourt            | 60648      | Troussencourtois | 5,33             | 354 (2014)                        | 66                 |
| Vendeuil-Caply           | 60664      |                  | 10,84            | 482 (2014)                        | 44                 |
| Villers-Vicomte          | 60692      |                  | 5,20             | 160 (2014)                        | 31                 |

### Démographie
| 1968   | 1975   | 1982   | 1990   | 1999   | 2008   | 2013   |
| ------ | ------ | ------ | ------ | ------ | ------ | ------ |
| 14 046 | 14 259 | 14 686 | 15 710 | 16 992 | 18 506 | 19 233 |

## Organisation

### Siège
Le siège administratif de la communauté de communes était Z.I., route de Noyers CEDEX 209 - 60480 Froissy.
Le siège social était situé en Mairie de Breteuil. 

### Élus
La communauté d'agglomération était administrée par son Conseil communautaire, composé, de 27 conseillers municipaux représentant les 19 communes membres.

### Liste des présidents
| Période        | Période       | Identité       | Étiquette | Qualité |
| -------------- | ------------- | -------------- | --------- | --- |
| 1993           | avril 2014    | Alain Vasselle |           | Maire d'Oursel-Maison (1974 → ) Sénateur de l'Oise (1992 → 2011) Conseiller général de Froissy (1974 → 2015)              |
| 15 avril 2014, | décembre 2016 | Jacques Cotel  |           | Maire (1995 → 2014) puis 1er maire-adjoint de Breteuil Président de la Communauté de communes de l'Oise picarde (2017 → ) |

### Compétences
L'intercommunalité exerçait des compétences qui lui ont été transférées par l'ensemble des communes qui la composent, dans les conditions définies par le code général des collectivités territoriales.

### Régime fiscal et budget
La Communauté de communes était un établissement public de coopération intercommunale à fiscalité propre.
Afin de financer l'exercice de ses compétences, la communauté de communes percevait une fiscalité additionnelle aux impôts locaux des communes, avec fiscalité professionnelle de zone (FPZ ) et sans fiscalité professionnelle sur les éoliennes (FPE).
Elle collectait également la redevance d'enlèvement des ordures ménagères, qui finançait le coût de ce service public.

## Projets et réalisations
- Complexe Aquatique Philippe Loisel, rue du Général Leclerc à Breteuil.
- Musée Archéologique de l'Oise situé à Vendeuil-Caply.
- Parc d'activités de la Belle Assise situé à Hardivillers.
- Déchèterie de Breteuil, Froissy et Ansauvillers.

Château de la Butte
La communauté de communes s'est rendue propriétaire du Château de la Butte (XIXe siècle) à Breteuil en 1997, en vue, à l'époque, d'y installer le musée archéologique (qui a été en fait construit près du théâtre antique de Vendeuil-Caply). Elle a décidé, en 2014, de l'aménager en gite de groupes  labellisé tourisme et handicap pour 16 à 17 places réparties dans 9 chambres. L'ouverture est escomptée à l'automne 2015 ou au-delà.